# Phrurolithus portoricensis
Phrurolithus portoricensis là một loài nhện trong họ Phrurolithidae.
Loài này thuộc chi Phrurolithus. Phrurolithus portoricensis được Alexander Petrunkevitch miêu tả năm 1930.